# Баттисти, Лучо
Лучо Баттисти (итал. Lucio Battisti; 5 марта 1943[…], Поджо-Бустоне, Лацио — 9 сентября 1998, Мольтено, Ломбардия) — итальянский певец и композитор.
Он считается одной из самых влиятельных и инновационных фигур в итальянской популярной музыке, был композитором и исполнителем своей собственной музыки, также писал и для других певцов. За свою карьеру он продал более 25 миллионов копий своих записей.
Американский журнал Billboard номинировал Баттисти «Итальянской личностью года» в 1972 году, определив его как «певца, композитора, музыкального издателя с международной известностью, который повысил вкус итальянской аудитории и укрепил рынок».

## Дискография
- 1969 — Lucio Battisti
- 1970 — Emozioni
- 1971 — Amore e non amore
- 1971 — Lucio Battisti vol. 4
- 1972 — Il mio canto libero
- 1972 — Umanamente uomo: il sogno
- 1973 — Il nostro caro angelo
- 1974 — Anima latina
- 1976 — La batteria, il contrabbasso, eccetera
- 1977 — Io tu noi tutti
- 1978 — Una donna per amico
- 1980 — Una giornata uggiosa
- 1982 — E già
- 1986 — Don Giovanni
- 1988 — L’apparenza
- 1990 — La sposa occidentale
- 1992 — Cosa succederà alla ragazza
- 1994 — Hegel